# Martin Cayla
Pour les articles homonymes, voir Cayla.
Martin Cayla (Sansac-de-Marmiesse, 23 juin 1889 - Paris, 28 janvier 1951) est un musicien et éditeur de musique auvergnate.

## Biographie
Né à Sansac-de-Marmiesse dans le Cantal, Martin Cayla est le fils de Julien Cayla et d'Eugénie Anacréon, mariés le 9 février 1880 à Prunet (Cantal). Il part jeune à Paris pour y chercher du travail. En 1909, au moment du Conseil de révision, il est garçon laitier à Saint-Mandé.
Joueur de cabrette à Paris, chanteur, producteur de musique avec les disques « Le Soleil », il devient un des acteurs principaux de diffusion de la musique du Massif central. Il ouvre à Paris la Boutique de Martin Cayla, qui devient la plus grande boutique de musique à Paris.
Acquise par la ville de Tulle, démontée et transférée en 2001 en Corrèze, elle a été intégrée au Pôle accordéon de Tulle, espace de conservation de la collection Accordéons de la ville. Le pôle a été fermé et devrait être intégré dans un nouveau musée destiné à regrouper une partie des collections muséales de la Ville, intitulé « Cité de l’accordéon et des patrimoines de Tulle ».
Martin Cayla est enterré au cimetière parisien d'Ivry (31e division).